# ارتغل (مقاطعة فراهان)
ارتغل (بالفارسية: ارتگل) هي قرية تقع في مركزي في إيران. يقدر عدد سكانها بـ 108 نسمة بحسب إحصاء 2016.